# (127205) 2002 HW7
(127205) 2002 HW7 es un asteroide perteneciente al cinturón de asteroides, región del sistema solar que se encuentra entre las órbitas de Marte y Júpiter.
Fue descubierto el 20 de abril de 2002 por el equipo del proyecto Spacewatch desde el observatorio Nacional de Kitt Peak.

## Designación y nombre
Designado provisionalmente como 2002 HW7.

## Características orbitales
(127205) 2002 HW7 está situado a una distancia media del Sol de 2,661 ua, pudiendo alejarse hasta 2,815 ua y acercarse hasta 2,507 ua. Su excentricidad es 0,058 y la inclinación orbital 2,096 grados. Emplea 1585,16 días en completar una órbita alrededor del Sol.

## Características físicas
La magnitud absoluta de (127205) 2002 HW7 es 16,25.